# Philemon McCarthy
Pour les articles homonymes, voir McCarthy.
Philemon McCarthy, né le 14 août 1983 à Korluedor-Ada, est un footballeur international ghanéen qui évolue au poste de gardien de but.

## Palmarès
- Champion du Ghana en 2008 avec Hearts of Oak
- Finaliste de la Coupe d'Afrique des nations 2010 avec l'équipe du Ghana